# Лоуден (Айова)
Лоуден (англ. Lowden) — місто (англ. city) в США, в окрузі Седар штату Айова. Населення — 807 осіб (2020).

## Географія
Лоуден розташований за координатами 41°51′33″ пн. ш. 90°55′25″ зх. д. / 41.85917° пн. ш. 90.92361° зх. д. (41.859101, -90.923697).  За даними Бюро перепису населення США в 2010 році місто мало площу 2,65 км², уся площа — суходіл.

## Демографія
Згідно з переписом 2010 року, у місті мешкало 789 осіб у 346 домогосподарствах у складі 221 родини. Густота населення становила 298 осіб/км².  Було 371 помешкання (140/км²).
Расовий склад населення:
| - 99,1 % — білих - 0,1 % — чорних або афроамериканців |

До двох чи більше рас належало 0,5 %. Частка іспаномовних становила 0,8 % від усіх жителів.
За віковим діапазоном населення розподілялося таким чином: 22,8 % — особи молодші 18 років, 53,6 % — особи у віці 18—64 років, 23,6 % — особи у віці 65 років та старші. Медіана віку мешканця становила 42,9 року. На 100 осіб жіночої статі у місті припадало 92,0 чоловіків;  на 100 жінок у віці від 18 років та старших — 90,9 чоловіків також старших 18 років.
Середній дохід на одне домашнє господарство  становив 52 005 доларів США (медіана — 38 056), а середній дохід на одну сім'ю — 64 149 доларів (медіана — 56 458). Медіана доходів становила 40 658 доларів для чоловіків та 33 269 доларів для жінок. За межею бідності перебувало 9,6 % осіб, у тому числі 12,1 % дітей у віці до 18 років та 1,8 % осіб у віці 65 років та старших.
Цивільне працевлаштоване населення становило 409 осіб. Основні галузі зайнятості: освіта, охорона здоров'я та соціальна допомога — 19,6 %, роздрібна торгівля — 13,4 %, виробництво — 13,2 %.